# Seborga
Seborga is een gemeente in de regio Ligurië in Italië.

## Etymologie
Seborga komt van het Latijnse Castrum Sepulcri, dat later veranderd werd in Sepulcri Burgum, daarna in Serporca, en ten slotte in de huidige naam Seborga.

## Geografie
Seborga ligt in Ligurië, tussen Ventimiglia en San Remo in. De stadstaat Monaco ligt ongeveer 45 km ten westen van Seborga. Seborga is slechts 4 km² groot, telt 2500 inwoners, en is gelegen op 3 km ten noorden van de Middellandse Zee. De hoofdstad, eveneens Seborga geheten, ligt op 522 meter boven zeeniveau, is 4,91 km² groot en heeft 362 inwoners. Ook verblijven er zo'n 2000 buitenlanders.

## Vorstendom
Volgens sommige inwoners is Seborga een Vorstendom. Het zou volgens verder onbekende documenten uit het Vaticaanse archief een leen van het graafschap Ventimiglia zijn geweest. In 1079 zou het een prinsdom van het Heilige Roomse Rijk zijn geworden na overdracht aan de abten van het Benediktijnse klooster van Santo Onorato van Lerins, die het in 1729 als protectoraat aan de koningen van Sardinië-Piemont zouden hebben verkocht. Omdat het in documenten over gebiedsoverdrachten daarna nooit is genoemd zou het vorstendom nog steeds zelfstandig zijn. Inwoner Giorgio Carbone wist voldoende mensen hiervan te overtuigen en hij werd in 1963 tot prins van Seborgo gekozen. In 1995 werd hij gekozen voor het leven; tevens werd Seborga in een stemming onafhankelijk verklaard. Carbone schreef een grondwet, liet munten en postzegels uitgeven en zette een leger op. In 2009 overleed Carbone. Hij werd in 2010 opgevolgd door Marcello Menegatto.

De vlag van het vorstendom Seborga
Het wapen van het vorstendom Seborga

De munteenheid heet luigino en wordt afgekort met SPL. Deze is gekoppeld aan de Amerikaanse dollar (1 SPL = US$ 6).